# Wikipedia în bască
Wikipedia în bască (în bască Euskarazko Wikipedia) este versiunea în limba bască a Wikipediei, și se află în prezent pe locul 34 în topul Wikipediilor, după numărul de articole. În prezent are aproximativ 210 000 de articole.